# Lalla Latifa
Princezna Lalla Latifa Amahzoune (berberština: ⵍⴰⵍⵍⴰ ⵍⴰⵟⵉⴼⴰ ⴰⵎⵃⵣⵓⵏ; arabština: لالة لطيفة أمحزون‎ * asi roku 1946, Khenifra) byla princezna-manželka marockého krále Hasana II. (později vdova) a matka princezny Lally Meryem, krále Muhamada VI., princezny Lally Asma, princezny Lally Hasny a prince Mulaje Rašida. Říkalo se, že používala výrazy jako „matka královských dětí“. Soukromí, které jí bylo v Maroku přiznáno, bylo tak velké, že bylo zjištěno, že pokusy o její zveřejnění v marockých novinách Al Ayam porušují marocké zákony (v souladu s výnosem z roku 1956 zakazujícím bez povolení zveřejňovat fotografie krále a jeho rodiny).

## Život
Narodila se asi roku 1946 v Khenifře jako Fatima Amahzoune. Byla dcerou berberského šlechtice. Roku 1961 se vdala za Hasana II.
Byla sestrou generála Mohameda Medbouha. Po smrti svého manžela se vdala za Mohameda Mediouriho, královského bodyguarda a bývalého bezpečnostního šéfa královského paláce.
V srpnu 2022 byla nemocná a hospitalizována ve Francii, při této příležitosti ji Mohammed VI. navštívil u jejího lůžka.
Se svým prvním manželem zplodila pět dětí:
- princezna Lalla Meryem (nar. 1962)
- král Muhammad VI. (nar. 1963)
- princezna Lalla Asma (nar. 1965)
- princezna Lalla Hasna (nar. 1967)
- princ Mulaj Rašid (nar. 1970)